# 圖爾格
圖爾格（？年—1645年），鈕祜祿氏，滿洲鑲白旗人，後金開國五大臣之首額亦都第八子。順治帝遺命的四位顧命大臣之一遏必隆之兄。父亲逝世后，收继努尔哈赤之女、遏必隆之母——穆库什。

## 生平
圖爾格年少時跟從努爾哈赤征伐，累積功績授封世職參將。娶和碩公主為妻。太宗皇太極即位，八旗各設大臣二人，以備調遣，亦號「十六大臣」，以圖爾格輔佐鑲白旗。其後再遷本旗固山額真，列為八大臣。天聰元年〈1627年〉，皇太極伐明，圖爾格率所部跟從攻打錦州，不能攻克，毀壞大小凌河二城而還。
天聰二年〈1628年〉，皇太極追錄其父額亦都的功績，任命圖爾格與費英東子察哈尼進世職總兵官。

### 己巳之役
天聰三年〈1629年〉，圖爾格跟從皇太極伐明，攻克遵化。天聰四年〈1630年〉，皇太極退兵，下命貝勒阿敏保護諸將屯守永平，而圖爾格與正黃旗固山額真納穆泰，正紅旗調遣大臣湯古代，榜式庫爾纏、高鴻中鎮守灤州。明監軍道張春，總兵官祖大壽、馬世龍、楊紹基等，合軍來攻，圖爾格與納穆泰、湯古代分地設汛以守備。明兵攻打納穆泰甚急，圖爾格分兵授於裨將阿玉什赴援。明兵舉火，火將燒及城樓，有執纛者乘雲梯以登城，阿玉什揮刀將他斬殺，奪去其纛，明兵才稍稍退卻。阿敏聽聞明兵攻打灤州，派遣巴都禮以數百人赴援，當夜三鼓時分，突圍而入，明兵發射巨砲，城墻破裂，城樓被焚毀。圖爾格等守城四日，自度不能禦敵，率領所屬部下當夜棄城，分為散隊潰圍而出。正值當時下雨，明兵截擊，死者四百餘人。逃至永平，阿敏遂盡棄諸城，引師出塞，命令圖爾格殿後。大軍退兵後，皇太極命收押諸將議罪，皇太極詰責圖爾格、納穆泰等，湯古代因引罪請死。皇太極曰：「汝等不能全師歸，陷於彼為敵所殺，歸至此朕又殺之，於朕復何益？且汝等既攜俘獲人畜而還，何不收我士卒與之俱來？彼等何辜，忍令其呼天搶地以死也！」圖爾格因罪削去總兵官之職，解除固山額真之職。

### 大凌河之役
天聰五年〈1631年〉，後金初設六部，起用圖爾格為吏部承政。皇太極親自領軍討伐明朝，攻打大凌河，督領諸軍合圍，命令圖爾格從正白旗固山額真喀克篤禮由城東向北列陣。城兵出攻城南砲臺，圖爾格不及上騎，徒步擊走敵兵。侵略松山，大凌河旋即攻下。天聰八年〈1634年〉，圖爾格與固山額真譚泰率兵侵略錦州。皇太極親自領軍討伐明朝，下命貝勒濟爾哈朗留守，命令圖爾格率兵屯於張古臺河口，以防敵軍自沿海殺至。其後，又使他與梅勒額真勞薩領兵出邊塞，渡過遼河，循張古臺河駐軍，守衛蒙古諸部。。

### 收降察哈爾及宣大之戰
當時察哈爾部林丹汗死，其子額哲不能駕馭其眾，諸位宰桑皆來請降。天聰九年〈1635年〉，皇太極命貝勒多爾袞等為主帥，納穆泰統領右翼，圖爾格統領左翼，巡行察哈爾，至其汗庭，額哲遂投降。大軍退兵時，侵略大明邊境，自平魯衞入邊塞，蹂躪代州，乘勝攻至忻口，遭遇埋伏，打敗敵軍，向北驅逐至崞縣，殲滅明兵。回程時經過平魯衞，明兵於途中阻截，圖爾格力戰陷入敵陣，得數百首級，明兵遂引兵入城，不敢再出。圖爾格自度追兵將至，設埋伏以待敵軍，與納穆泰統領千人殿後。明將祖大壽等以三千人赴戰，圖爾格返兵步戰，竭力衝擊其中堅，伏兵起來夾擊，明兵爭相逃奔，乃徐徐率兵出塞。天聰十年〈1636年〉，論功行賞，頒授圖爾格世職一等梅勒章京。

### 戊寅虜變
崇德元年（1636年），復授圖爾格鑲白旗固山額真之職。追從武英郡王阿濟格討伐明朝，圖爾格率領他的部下自坤都進入明朝邊塞，與大軍會合於延慶，其後深入腹地，攻克十六城。攻打昌平及攻下雄縣兩戰，圖爾格皆率先登城。旋即被貝勒尼堪福晉、穆库什之女（他的女儿，或其父之女）因自己無子，而詐取僕婦之女當作自己所生之事遭受牽連。事發後，圖爾格免死但是被奪去官職。故当代研究者认为，他与妻子穆库什“不睦，崇德间离婚”，即是因此事:22。同年八月，復命他為攝固山額真。
崇德四年（1639年），皇太極命令睿親王多爾袞為奉命大將軍，率兵討伐明朝，圖爾格追從左右，擊破明太監馮永盛、總兵侯世祿的軍隊。再與固山額真拜音圖於董家口打敗明兵，毀去邊牆，奪去青山關而進入腹地，連下四城。

### 松錦之戰
崇德五年（1640年），圖爾格跟從多爾袞率兵攻打錦州，取去其禾，屢次擊敗明兵。又與固山額真葉克書率領三百人埋伏於烏忻河口， 等待城兵出城放牧時，驅走牲畜以歸。明兵千餘人追逐力戰，葉克書坐騎中矢昏蹶，敵將兵將至，圖爾格射敵殪，保護葉克書上馬，併力擊敵，敵敗去復至，凡六合，圖爾格身中二十餘創，仍然殿後力戰，守護所俘的人而還。論功行賞，復進世職為三等昂邦章京。再授職為內大臣。崇德六年（1641年），太宗自將伐明，圍困洪承疇於松山，圖爾格亦有追從。明總兵曹變蛟深夜侵犯御營，兵至倉卒，守營大臣侍衛皆未集合，圖爾格首發箭矢殺死二人，與其弟伊爾登、宗室錫翰督領親軍攢射，曹變蛟中箭受創而敗去。復跟從諸貝勒阻擊明朝敗兵，戰於塔山，因為埋伏於高橋，殺敵無算。

### 第二次北直隸山東之戰
崇德七年（1642年）十月，皇太極下命饒餘貝勒阿巴泰為奉命大將軍，以圖爾格為其副將，率兵討伐明朝。左翼借道界嶺口，右翼攻破石城、雁門二關，並深入腹地，越過明都北京，自京畿南方經過山東，向南到達兗州，攻克三府、十八州、六十七縣，獲得南明魯王朱以派及樂陵、陽信、東原、安丘、滋陽五郡王，明朝宗室官屬千餘人。遇敵三十九戰皆勝，俘獲三十六萬九千人、駝馬騾驢牛羊五十五萬一千三百有餘頭，得黃金一萬二千、白金二百二十萬，珠緞衣裘等。崇德八年（1643年）六月，大軍退兵，賞賜白金一千五百。順治帝即位後，論功行賞，進封圖爾格為三等公。

## 逝世
順治二年（1645年）二月，圖爾格病逝。順治九年（1652年），朝廷賜圖爾格諡號為「忠義」。配享太廟，立碑墓道。雍正九年（1731年），進加圖爾格為三等果毅公，賜爵位世襲。

## 家庭
其父额亦都娶努尔哈赤之女、和硕公主穆库什，生遏必隆。图尔格之妻亦记为和硕公主，具体身份不详。当代研究者推论，穆库什即图尔格之妻。当是，额亦都在1621年逝世后，图尔格收继继母穆库什为妻。两人在崇德年间离婚:22。
圖爾格有兩子。
- 長子武爾格，跟從出征皮島時戰死。
- 次子科布梭，承襲三等昂邦章京。貝子屯齊等攻訐鄭親王濟爾哈朗諸罪狀，因及皇太極駕崩時圖爾格等人共同拜謁肅親王豪格，將會奉他嗣位，而以福臨為太子。王大臣議罪追奪圖爾格公爵，下命但削科布梭世職。科布梭亦攻訐其父當皇太極駕崩時，以與白旗諸王有隙，命三牛彔護軍具甲冑弓矢衛其門，其祖母，其父圖爾格，及其從父遏必隆；又嘗叱辱格格（格格為遏必隆妻）。順治八年（1652年），順治帝福臨親政，下命科布梭承襲三等公，恩詔進為二等公。順治九年（1653年），追論科布梭妄訐其父之罪，削去他的爵位。圖爾格弟弟遏必隆兼襲進封為一等公[14]。

## 延伸阅读
[在维基数据编辑]
 《清史稿/卷233》，出自趙爾巽《清史稿》